# بیماری ولمن
بیماری ولمن (به انگلیسی: Wolman Disease) که بیماری ذخیره کلستریل استر و فقدان اسید لیپاز لیزوزومی نیز خوانده می‌شود، نوعی بیماری ذخیره چربی است.

## علائم بالینی
- زمان تولد: طبیعی.
- دوران نوزادی و شیرخوارگی: علائم بیماری در چند هفته اول زندگی شروع می‌شود. شیرخوار به مدت ۲ تا ۷ هفته طبیعی بنظر می‌رسد، سپس دچار اسهال و استفراغ، اختلال رشد، اتساع شکم، لاغری شدید، زردی در برخی از بیماران، تب پائین، بزرگی شدید کبد و طحال حتی در هفته اول زندگی، بزرگی و کلسیفیه شدن غدد فوق کلیه، کم خونی که تا ۶ هفتگی بارز می‌شود، تاخیر تکامل روانی حرکتی، ضعف، کاهش یا افزایش رفلکسهای تاندونی و کاهش گلوکز خون می‌شود. معاینه عصبی بیمار و هشیاری طبیعی می‌باشد. اغلب بیماران تا ۶ ماهگی می‌میرند.
- دوره کودکی یا بزرگسالی: بیماری ذخیره کلستریل استر در دوره کودکی یا بزرگسالی دوره تدریجی تری دارد و با بزرگی کبد یا بزرگی کبد و طحال تظاهر می‌کند. در این بیماران دل درد راجعه، خون‌ریزی مکرر از بینی یا روده، نارسایی حاد یا مزمن کبد در تعداد کمی از بیماران، زردی، افزایش چربیهای خون و کلسترول پلاسما و کمبود فاکتورهای انعقادی ۲ و ۵ مشاهده می‌شود. به‌طور کلی دوره بیماری در این بیماران بسیار خوش‌خیم تر می‌باشد.

## نقص آنزیم
نقص در آنزیم اسید لیپاز لیزوزومی.

## توارث ژنتیکی
اتوزوم مغلوب.

## میزان بروز
نادر.

## روش تشخیص
- بررسی آنزیم: در فیبروبلاستها و گلبول‌های سفید.
- پلاسما: کلسترول و چربیها پائین یا طبیعی.
- سرم در وضعیت ناشتا: هیپرلیپیدمی.
- خون: سدیمانتاسیون احتمالاً بالا، آزمونهای عملکرد کبدی احتمالاً غیرطبیعی.
- آسپیراسیون مغز استخوان: سلول‌های هیستیوسیت بزرگ کف آلود.
- خون محیطی: واکوئل دار بودن نوتروفیلها.

## درمان
در این بیماران پیوند مغز استخوان ممکن است موفقیت‌آمیز باشد. جهت کاهش تولید کلسترول و آپولیپوپروتئین B از مهارکننده‌های هیدروکسی متیل گلوتاریل کوآ ردوکتاز استفاده می‌شود.

## آزمون تشخیص قبل از تولد
بررسی آنزیم در آمنیوسیتهای کشت شده.